# Biote de Jehol
Pour les articles homonymes, voir Jehol (homonymie).
Le biote de Jehol (chinois : 热河群 ; pinyin : rèhé qún) ou biota de Jehol est l’ensemble des organismes fossiles d'âge Crétacé inférieur retrouvés dans des séries sédimentaires du nord-est de la Chine. Ces niveaux stratigraphiques sont parfois regroupés sous le nom de formation géologique de Jehol ou de Groupe de Jehol.
Ce biote est célèbre pour son abondance en fossiles, généralement très bien conservés, couvrant une période entre environ 133 et 120 Ma (millions d'années), de l'Hauterivien supérieur à l'Aptien inférieur.

## Stratigraphie et répartition géographique
Il recouvre, au moins en partie, plusieurs formations géologiques chinoises des provinces du Liaoning et du Hebei :
- Formation de Jiufotang dont un niveau a pu être daté par datation radiométrique à 120.3 +/-0.7 Ma[1], dans l'Aptien inférieur ;
- Formation d'Yixian datée d'environ 122,1 à 129,7 Ma (millions d'années), de l'Aptien inférieur jusqu'à l'extrême sommet de l'Hauterivien[2],[3] ;
- Formation d'Huajiying dont la base a été datée par radiométrie à 130,7 Ma (millions d'années), de l'Hauterivien supérieur[4],[5].

|                   | Formations géologiques | Étages                                  | Datations en Ma  |
| ----------------- | ---------------------- | --------------------------------------- | ---------------- |
| Crétacé inférieur | Formation de Jiufotang | Aptien inférieur                        | 120,3 ± 0,7 Ma   |
| Crétacé inférieur | Formation d'Yixian     | Aptien inférieur à Hauterivien terminal | 122,1 à 129,7 Ma |
| Crétacé inférieur | Formation d'Huajiying  | Hauterivien supérieur                   | 130,7 Ma ,       |

Il pourrait s'étendre en Corée du Nord, dans la formation de Sinuiju (en) dans la région de la ville portuaire de Sinuiju, frontalière avec la Chine.

## Histoire
Ce site a été identifié et nommé par les Japonais lorsqu'ils occupaient la Mandchourie. Durant cette période, de nombreux fossiles de poissons et de reptiles disparus ont été découverts mais ceux-ci ont disparu à la fin de la guerre. Les fossiles du site ont été étudiés à partir de 1949 par les chercheurs chinois du PCC. Ce n'est que dans les années 1990 que des fossiles remarquables d'oiseaux et de dinosaures ont été excavés. Depuis 1996, un certain nombre de fossiles de dinosaures extraits ont révolutionné la connaissance sur ces animaux, notamment les théropodes avec plumes.

## Liste des genres découverts

### Dinosaures dont les oiseaux
- Théropodes
  - Sinosauropteryx, le premier trouvé ici (Compsognathidae)
  - Huaxiagnathus (Compsognathidae)
  - Sinocalliopteryx (Compsognathidae)
  - Beipiaosaurus (Therizinosauria)
  - Jianchangosaurus (Therizinosauria)
  - Caudipteryx (Oviraptorosauria)
  - Incisivosaurus (Oviraptorosauria)
  - Protarchaeopteryx (Oviraptorosauria)
  - Dilong (Tyrannosauroidea)
  - Microraptor (Dromaeosauridae)
  - Sinornithosaurus (Dromaeosauridae)
  - Changyuraptor (Dromaeosauridae)
  - Graciliraptor (Dromaeosauridae)
  - Wulong (Dromaeosauridae)
  - Zhongjianosaurus (Dromaeosauridae)
  - Daliansaurus (Deinonychosauria)
  - Scansoriopteryx? (Scansoriopterygidae)
  - Shenzhousaurus (Ornithomimosauria)
  - Jianianhualong (Troodontidae)
  - Mei (Troodontidae)
  - Sinovenator (Troodontidae)
  - Sinusonasus (Troodontidae)
  -  ? Jinfengopteryx (Troodontidae)
  - Jeholornis ex-Shenzhouraptor (Avialae basal)
  - Liaoxiornis (Aves: nomen dubium)
  - Sapeornis (Aves: Omnivoropterygiformes)
  - Eoconfuciusornis (Pygostylia basal)
  - Confuciusornis (Pygostylia basal)
  - Protopteryx (Enantiornithes)
  - Sinornis/Cathayornis (Enantiornithes)
  - Pengornis (Enantiornithes)
  - Parapengornis (Enantiornithes)
  - Eopengornis (Enantiornithes)
  - Dapingfangornis (Enantiornithes)
  - Zhouornis (Enantiornithes)
  - Longipteryx (Enantiornithes?)
  - Liaoningornis (Aves: Liaoningornithiformes)
- Cérapodes
  - Liaoceratops (Ceratopsia)
  - Psittacosaurus (Ceratopsia)
  - Jeholosaurus (Ornithopoda)
  - Jinzhousaurus (Ornithopoda)
- Thyreophora
  - Liaoningosaurus (Ankylosauria)

### Ptérosaures
- Beipiaopterus
- Boreopterus
- Elanodactylus
- Eosipterus
- Feilongus
- Gegepterus
- Haopterus
- Ikrandraco
- Kepodactylus
- Sinopterus

### Mammifères
- Symmetrodonta
  - Akidolestes
  - Maotherium
  - Zhangheotherium
- Eutriconodonta
  - Jeholodens
  - Repenomamus
  - Yanoconodon
- Gobiconodonta
  - Gobiconodon
- Multituberculata
  - Sinobaatar
- Metatheria (marsupiaux)
  - Sinodelphys
- Eutheria (placentaire)
  - Eomaia

### Autres vertébrés
- Lepidosauria
  - Dalinghosaurus
  - Xianglong
  - Yabeinosaurus
- Choristodera
  - Hyphalosaurus
  - Monjurosuchus
- Testudines
  - Manchurochelys
- amphibiens
  - Callobatrachus
  - Mesophryne
- poissons
  - Peipiaosteus, qui ressemble à un esturgeon
  - Lycoptera
  - Sinamia
  - Mesomyzon, qui ressemble à une lamproie

### Arthropodes

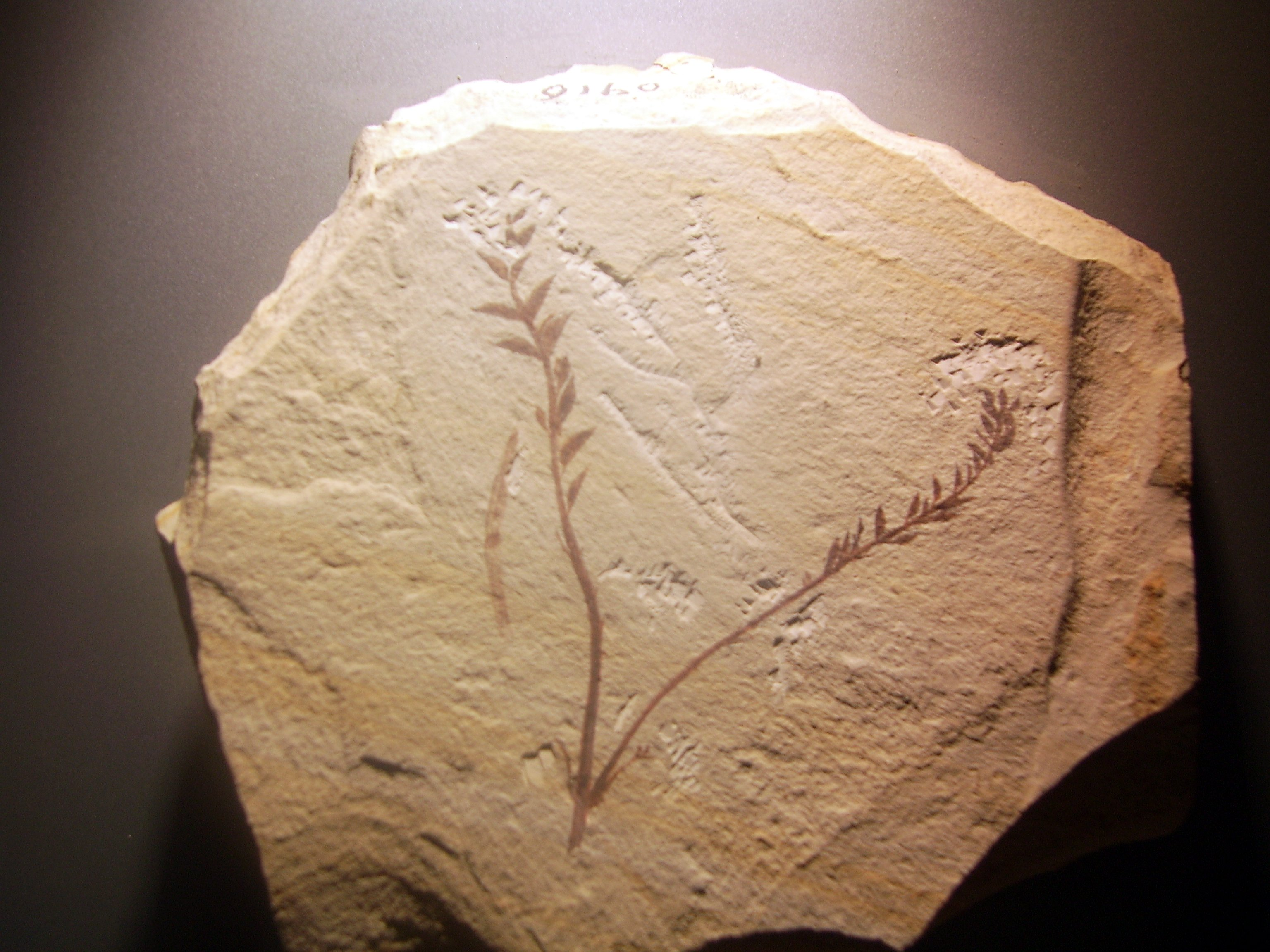
Fossile d'Archaefructus, un genre de plantes aquatiques du biote de Jehol.

- Gerridae
- écrevisses
- araignées
- Ephemeroptera
- coléoptères (Cretohisteridae)
- cigales
- libellules
- cafards
- Palaepangonius

### Plantes
- Archaefructus
- Prêle
- Ephedra
- Conifère
- Ginkgo
- Archaeamphora, la première plante carnivore connue